# Postdemokracie
Postdemokracie (angl. post-democracy) je neologický termín, popisující státní zřízení, které se řídí demokratickými pravidly a principy, avšak jejich aplikace je postupně omezována.

## Použití pojmu
O zavedení pojmu postdemokracie se zasloužili hlavně:
- britský politolog Colin Crouch[1]
- britský konzervativní žurnalista Peter Osborne

Crouch popsal postdemokracii jako postupné nahrazování právního státu a parlamentní demokracie strukturou lobujících mocenských skupin, jejichž cílem je smlouváním prosadit taková pravidla hry, která jsou výhodná pro nejmocnější ekonomická uskupení.
Petr Osborne termín postdemokracie prezentoval ve svém dokumentu o všeobecných volbách ve Spojeném království v roce 2005.
V Česku je zavedení tohoto termínu připisováno prezidentu Václavu Havlovi, který jej nejdříve použil v eseji Moc bezmocných. Tento pojem vychází z dějinného filozofického, politického i sociálního cyklu, který najdeme už u starověkých myslitelů.

## Diskuse o pojmu
Průvodní jevy, které postdemokracie s sebou nese, vzbuzují v kurzech politologů debaty o tom, nakolik je tento trend silný a skutečný, eventuálně, jaká bude jeho opravdová podoba. Reakcí zastánců demokracie je pak většinou znepokojení z toho, že státy, kterým postdemokratický přesun hrozí, ztrácejí své fundamentální hodnoty a principy, např. princip brzd a protivah (Checks & Balances, kontrola a vyvažování), definovaný v ústavě Spojených států amerických, a jsou vystaveny postupným změnám směrem k oligarchickým režimům.[zdroj?]

### Postdemokracie versus demokracie
Postdemokracie není úplným popřením demokracie, některé součásti „starého“ demokratického režimu přežívají – volby, politické strany, odbory.

### Vlastnosti
Postdemokracie může být charakterizována:
- volbami, které ve svém důsledku nereprezentují vůli lidu
- nerespektováním občanských práv státem nebo jejich zástupci
- neschopností vést vyrovnané nebo proporciálně vyvážené debaty o určitých problémech
- posilování vlivu nevládních organizací na řízení politiky[2]
- nedostatečné debaty, osvěta a informovanost občanů o důležitých problémech, na které mají právo vyjádřit svůj názor, a účast velkých (často nadnárodními korporacemi vlastněných) médií na tomto procesu[3]

Jako základní vlastnost postdemokracie lze označit to, že obyvatelům státu je de facto do značné míry odebrána možnost podílet se na jeho politice.